# Saint-Saturnin (Puy-de-Dôme)
Saint-Saturnin – miejscowość i gmina we Francji, w regionie Owernia-Rodan-Alpy, w departamencie Puy-de-Dôme.
Według danych na rok 1990 gminę zamieszkiwało 788 osób, a gęstość zaludnienia wynosiła 47 osób/km² (wśród 1310 gmin Owernii Saint-Saturnin plasuje się na 281. miejscu pod względem liczby ludności, natomiast pod względem powierzchni na miejscu 566.).

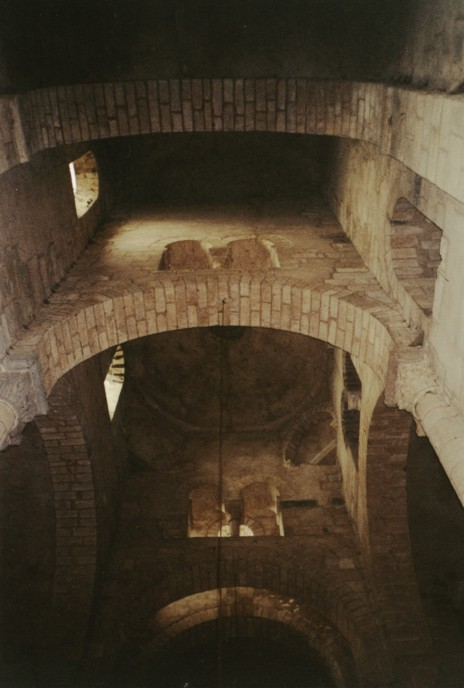
Wnętrze romańskiego kościoła w Saint-Saturnin

W Saint-Saturnin znajduje się romański kościół z XII wieku, zaliczany do pięciu głównych kościołów romańskich Owernii (pozostałe znajdują się w Clermont-Ferrand, Issoire, Orcival i Saint-Nectaire). W pobliżu kościoła znajduje się średniowieczny zamek obronny również z XII wieku.
Saint-Saturnin znajduje się na liście najpiękniejszych wiosek Francji.